# KFOR
La Kosovo Force (KFOR) és una força de pacificació internacional a Kosovo liderada per l'OTAN. Les seves operacions es van reduir gradualment fins que la Força de Seguretat de Kosovo, establerta el 2009, esdevingui autosuficient.
La KFOR va entrar a Kosovo l'11 de juny de 1999, un dia després que el Consell de Seguretat de les Nacions Unides adoptés la Resolució 1244 de l'UNSC. En aquell moment, Kosovo s'enfrontava a una greu crisi humanitària, amb forces militars de Iugoslàvia en acció contra l'Exèrcit d'Alliberament de Kosovo (KLA) en enfrontaments diaris. Gairebé un milió de persones havien fugit de Kosovo com a refugiats en aquell moment, i moltes no van tornar permanentment.
La KFOR està transferint gradualment les responsabilitats a la Policia de Kosovo i altres autoritats locals. Actualment, 27 estats contribueixen a la KFOR, amb una força combinada d'aproximadament 4.811 militars i civils.
La missió es va anomenar inicialment Operation Joint Guardian. El 2004, el nom en clau de la missió es va canviar a Operation Joint Enterprise.

## Objectius

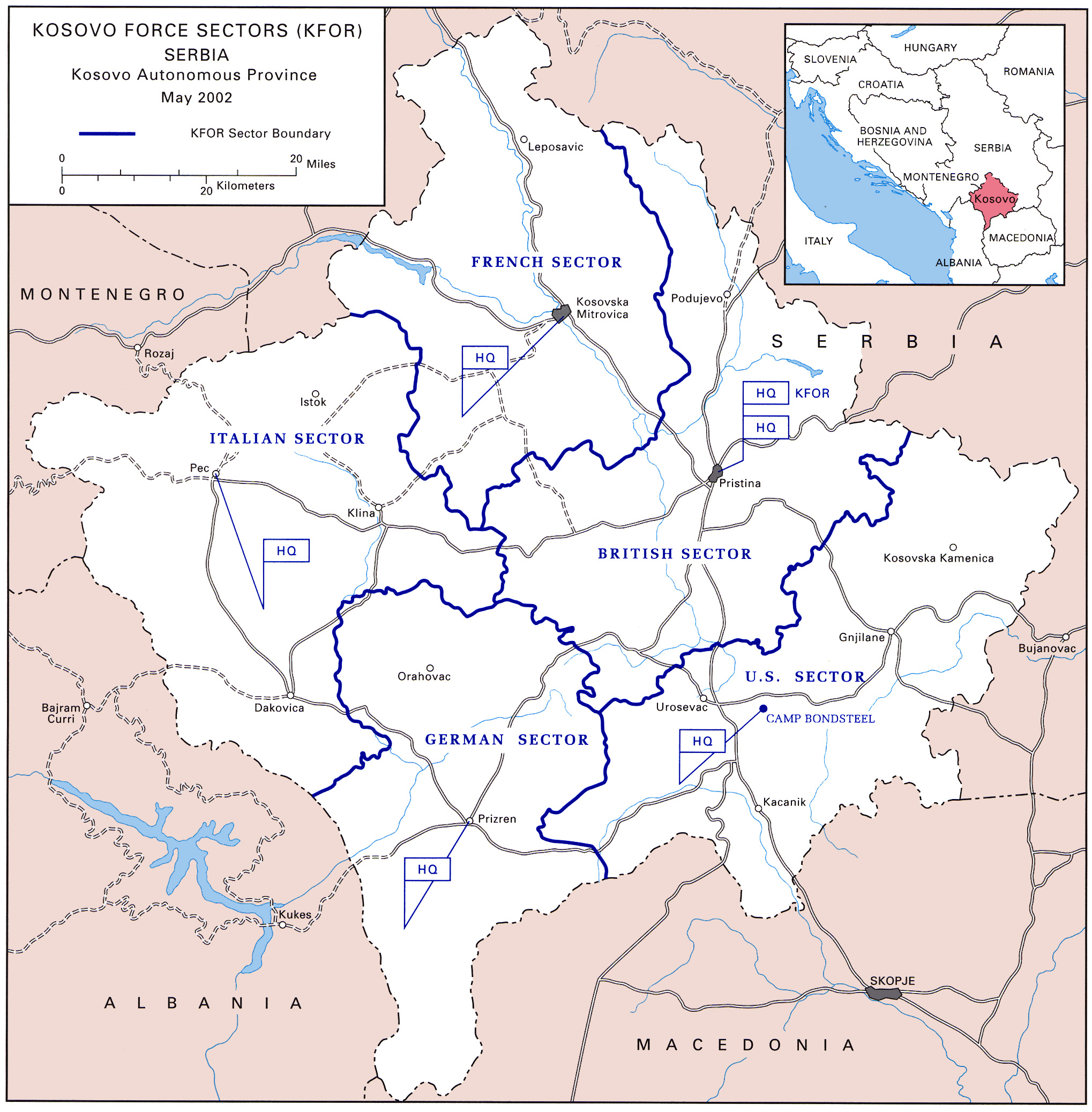
Mapa dels sectors de la KFOR el 2002.

La KFOR se centra a construir un entorn segur i garantir la llibertat de moviment per tot el territori de Kosovo per a tots els ciutadans, sense respecte als seus orígens ètnics, d'acord amb la Resolució 1244 del Consell de Seguretat de les Nacions Unides.
Els països del Grup de contacte han dit públicament que la KFOR romandrà a Kosovo per proporcionar la seguretat necessària per donar suport a l'acord final de les autoritats de Kosovo.

## Estructura

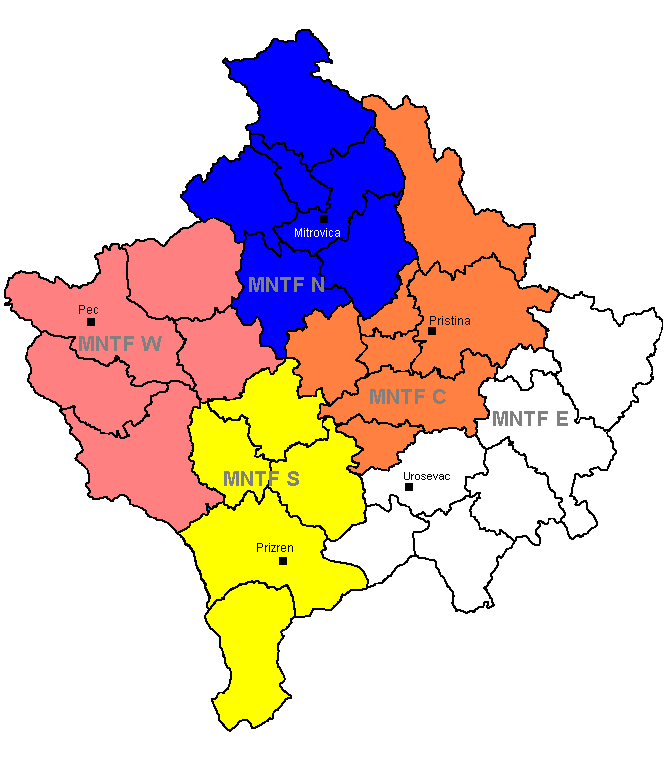
KFOR Task Forces, 2006.

Els contingents de la KFOR es van agrupar en cinc brigades multinacionals i una nació líder designada per a cada brigada multinacional. Tots els contingents nacionals perseguien el mateix objectiu de mantenir un entorn segur a Kosovo.
L'agost de 2005, el Consell de l'Atlàntic Nord va decidir reestructurar la KFOR, substituint les cinc brigades multinacionals existents per cinc Task Forces, per permetre una major flexibilitat amb, eliminant les restriccions al moviment transfronterer d'unitats basades en diferents sectors de Kosovo. Aleshores, el febrer de 2010, les Task Forces Multinacionals es van convertir en Grups de Batalla Multinacionals, i el març de 2011, la KFOR es va reestructurar de nou, en només dos Grups de Batalla Multinacionals; un amb seu a Camp Bondsteel i un altre a Peja.
L'agost de 2019, es va racionalitzar l'estructura de la KFOR. Sota la nova estructura, els antics Grups de Batalla Multinacionals són remarcats com a Comandaments Regionals, amb el Comandament Regional Est (RC-E) amb seu a Camp Bondsteel i el Comandament Regional-Oest (RC-W) amb seu a Camp Villaggio Italia.

### Estructura 2023
- Kosovo Force, a Camp Film City, Pristina[8]
  -     - Grup de Suport a la Caserna General (HSG), a Camp Film City;
    - Grup Unitari de Suport Logístic (JLSG), a Pristina (Suport logístic i d'enginyeria)
    - Batalló de Reconeixement i Vigilància d'Intel·ligència (ISRBN), a Camp Film City

  - Comandament Regional-Est (RC-E), a Camp Bondsteel prop de Ferizaj (Força de l'Exèrcit dels Estats Units recolzada per Grècia, Itàlia, Finlàndia, Hongria, Polònia i Eslovènia , Suïssa i Turquia)
  - Comandament Regional Oest (RC-W), a Camp Villaggio Italia prop de Peja (Força de l'Exèrcit italià recolzada per Àustria, Croàcia, Moldàvia, Macedònia del Nord, Polònia, Eslovènia i Suïssa i Turquia)
  - Unitat Especialitzada Multinacional (MSU), a Pristina (Policia Militar, control de multituds i disturbis, regiment d'operacions de manteniment de la pau format íntegrament per Carabinieri)
  - Batalló de Reserva Tàctica de la KFOR (KTRBN), a Camp Novo Selo (compost íntegrament per tropes de les Exèrcit Hongarès)
- Oficina de la Força de Kosovo, a l'Aeroport internacional de Skopje

## Estats contribuents

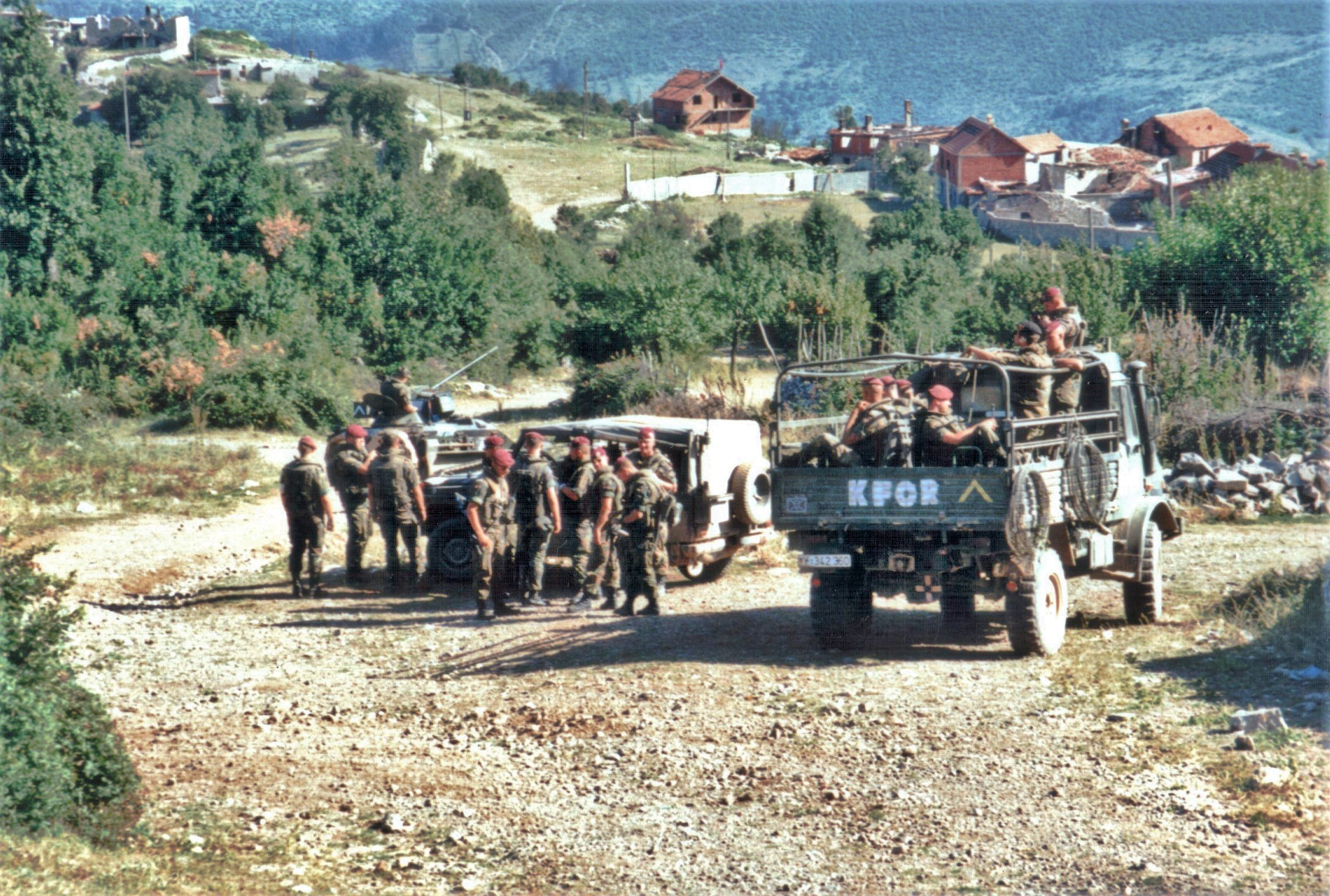
Patrulla de soldats de la Bundeswehr en la KFOR al sud de Kosovo el 1999.

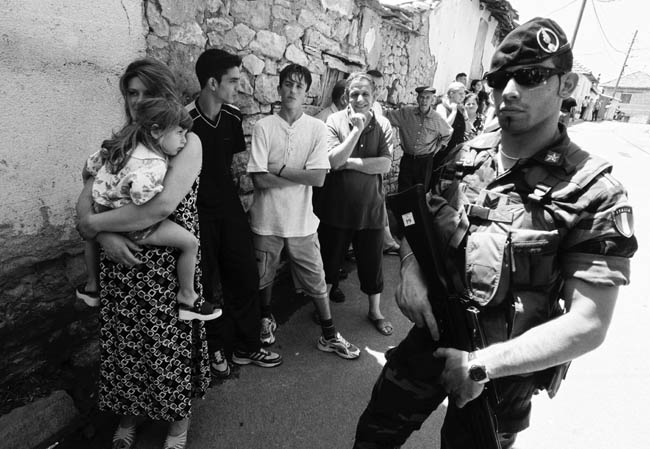
Soldats de la KFOR de l'Exèrcit Italià protegint civils serbis a Orahovac durant the disturbis de 2004.

Soldats de la KFOR de l'Exèrcit Turc en entrenament antiavalots (2010).

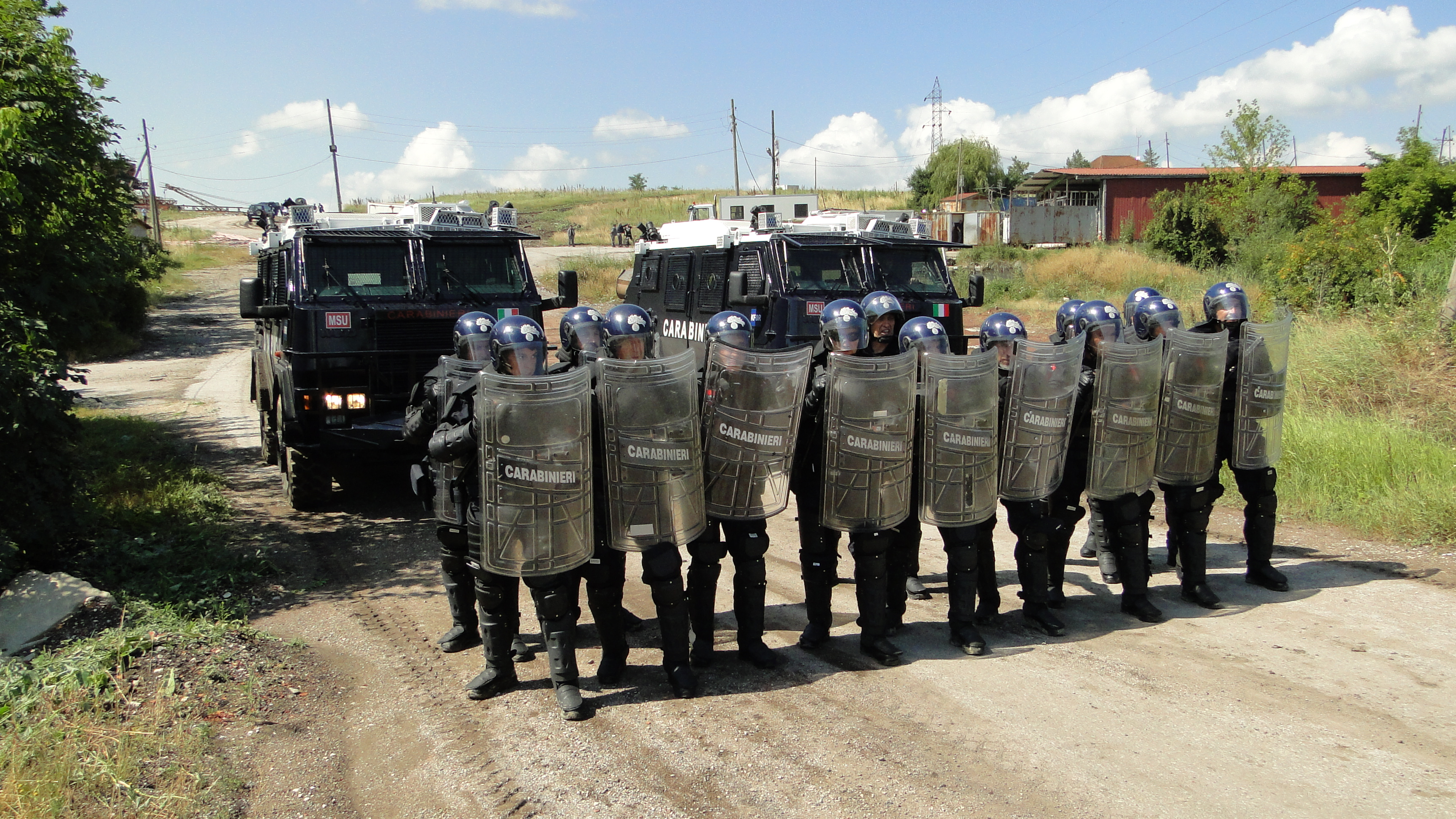
Carabinieri de la KFOR-MSU amb dos RG-12 durant un exercici de control de multituds i disturbis (2019).

En el seu apogeu, les tropes de la KFOR estaven formades per 50.000 homes i dones procedents de 39 nacions diferents de l'OTAN i no pertanyents a l'OTAN. El lloc web oficial de la KFOR va indicar que l'any 2008 un total de 14.000 soldats de 34 països estaven participant a la KFOR. La llista següent mostra el nombre de tropes que han participat en la missió KFOR. La major part de la força s'ha reduït des del 2008; els números actuals també es reflecteixen aquí:
| País                 | Membre | Membre | Estatus | Força |
| País                 | NATO   | EU     | Estatus | Força |
| Actiu                | Actiu  | Actiu  | Actiu   | Actiu |
| -------------------- | ------ | ------ | ------- | ----- |
| Albània              | Sí     | No     | Actiu   | 89    |
| Armènia              | No     | No     | Actiu   | 40    |
| Àustria              | No     | Sí     | Actiu   | 249   |
| Bulgària             | Sí     | Sí     | Actiu   | 35    |
| Canadà               | Sí     | No     | Actiu   | 5     |
| Croàcia              | Sí     | Sí     | Actiu   | 151   |
| Txèquia              | Sí     | Sí     | Actiu   | 7     |
| Dinamarca            | Sí     | Sí     | Actiu   | 35    |
| Finlàndia            | Sí     | Sí     | Actiu   | 70    |
| Alemanya             | Sí     | Sí     | Actiu   | 70    |
| Grècia               | Sí     | Sí     | Actiu   | 113   |
| Hongria              | Sí     | Sí     | Actiu   | 429   |
| Irlanda              | No     | Sí     | Actiu   | 13    |
| Itàlia               | Sí     | Sí     | Actiu   | 852   |
| Letònia              | Sí     | Sí     | Actiu   | 136   |
| Lituània             | Sí     | Sí     | Actiu   | 1     |
| Moldova              | No     | No     | Actiu   | 41    |
| Montenegro           | Sí     | No     | Actiu   | 2     |
| Macedònia del Nord   | Sí     | No     | Actiu   | 65    |
| Polònia              | Sí     | Sí     | Actiu   | 247   |
| Romania              | Sí     | Sí     | Actiu   | 173   |
| Eslovènia            | Sí     | Sí     | Actiu   | 95    |
| Suècia               | No     | Sí     | Actiu   | 3     |
| Suïssa               | No     | No     | Actiu   | 190   |
| Turquia              | Sí     | No     | Actiu   | 780   |
| Regne Unit           | Sí     | No     | Actiu   | 600   |
| Estats Units         | Sí     | No     | Actiu   | 679   |
| Retirats             |        |        |         |       |
| Ucraïna              | No     | No     | Retirat | 0     |
| United Arab Emirates | No     | No     | Retirat | 0     |
| Espanya              | Sí     | Sí     | Retirat | 0     |
| Rússia               | No     | No     | Retirat | 0     |
| Eslovàquia           | Sí     | Sí     | Retirat | 0     |
| Portugal             | Sí     | Sí     | Retirat | 0     |
| Noruega              | Sí     | No     | Retirat | 0     |
| Marroc               | No     | No     | Retirat | 0     |
| Països Baixos        | Sí     | Sí     | Retirat | 0     |
| Luxemburg            | Sí     | Sí     | Retirat | 0     |
| França               | Sí     | Sí     | Retirat | 0     |
| Geòrgia              | No     | No     | Retirat | 0     |
| Estònia              | Sí     | Sí     | Retirat | 0     |
| Azerbaidjan          | No     | No     | Retirat | 0     |
| Bèlgica              | Sí     | Sí     | Retirat | 0     |
| Bòsnia i Hercegovina | No     | No     | Retirat | 0     |
| 43                   | 29     | 25     | 28      | 4,811 |

## Comandants de la KFOR
1. Sir Michael Jackson (Regne Unit, 10 de juny de 1999 – 8 d'octubre de 1999)
2. Klaus Reinhardt (Alemanya, 8 d'octubre de 1999 – 18 d'abril de 2000)
3. Juan Ortuño Such (Espanya, 18 d'abril de 2000 – 16 d'octubre de 2000)
4. Thorstein Skiaker (Noruega, 6 d'abril de 2001 – 3 d'octubre de 2001)
5. Marcel Valentin (France, 3 d'octubre de 2001 – 4 d'octubre de 2002)
6. Fabio Mini (Itàlia, 4 d'octubre de 2002 – 3 d'octubre de 2003)
7. Holger Kammerhoff (Alemanya, 3 d'octubre de 2003 – 1 de setembre de 2004)
8. Yves de Kermabon (França, 1 de setembre de 2004 – 1 de setembre de 2005)
9. Giuseppe Valotto (Itàlia, 1 de setembre de 2005 – 1 de setembre de 2006)
10. Roland Kather (Alemanya, 1 de setembre de 2006 – 31 d'agost de 2007)
11. Xavier de Marnhac (França, 31 d'agost de 2007 – 29 d'agost de 2008)
12. Giuseppe Emilio Gay (Itàlia, 29 d'agost de 2008 – 8 de setembre de 2009)
13. Markus J. Bentler (Alemanya, 8 de setembre de 2009 – 1 de setembre de 2010)
14. Erhard Bühler (Alemanya, 1 de setembre de 2010 – 9 de setembre de 2011)
15. Erhard Drews (Alemanya, 9 de setembre de 2011 – 7 de setembre de 2012)
16. Volker Halbauer (Alemanya, 7 de setembre de 2012 – 6 de setembre de 2013)
17. Salvatore Farina (Itàlia, 6 de setembre de 2013 – 3 de setembre de 2014)
18. Francesco Paolo Figliuolo (Itàlia, 3 de setembre de 2014 – 7 d'agost de 2015)
19. Guglielmo Luigi Miglietta (Itàlia, 7 d'agost de 2015 – 1 de setembre de 2016)
20. Giovanni Fungo (Itàlia, 1 de setembre de 2016 – 15 de novembre de 2017)
21. Salvatore Cuoci (Itàlia, 15 de novembre de 2017 – 28 de novembre de 2018)
22. Lorenzo D'Addario (Itàlia, 28 de novembre de 2018 – 19 de novembre de 2019)
23. Michele Risi (Itàlia, 19 de novembre de 2019 – 13 de novembre de 2020 )
24. Franco Federici (Itàlia, 13 de novembre de 2020 – 15 d'octubre de 2021)
25. Ferenc Kajári (Hongria, 15 d'octubre de 2021 – 14 d'octubre de 2022 )
26. Angelo Michele Ristuccia (Itàlia, 14 d'octubre de 2022 – 10 d'octubre de 2023 )
27. Özkan Ulutaş (Turquia, 10 d'octubre de 2023 – )

Nota: els termes del servei es basen en la llista oficial dels comandants de la KFOR i un altre article.

## Manteniment de la pau de Kosovo

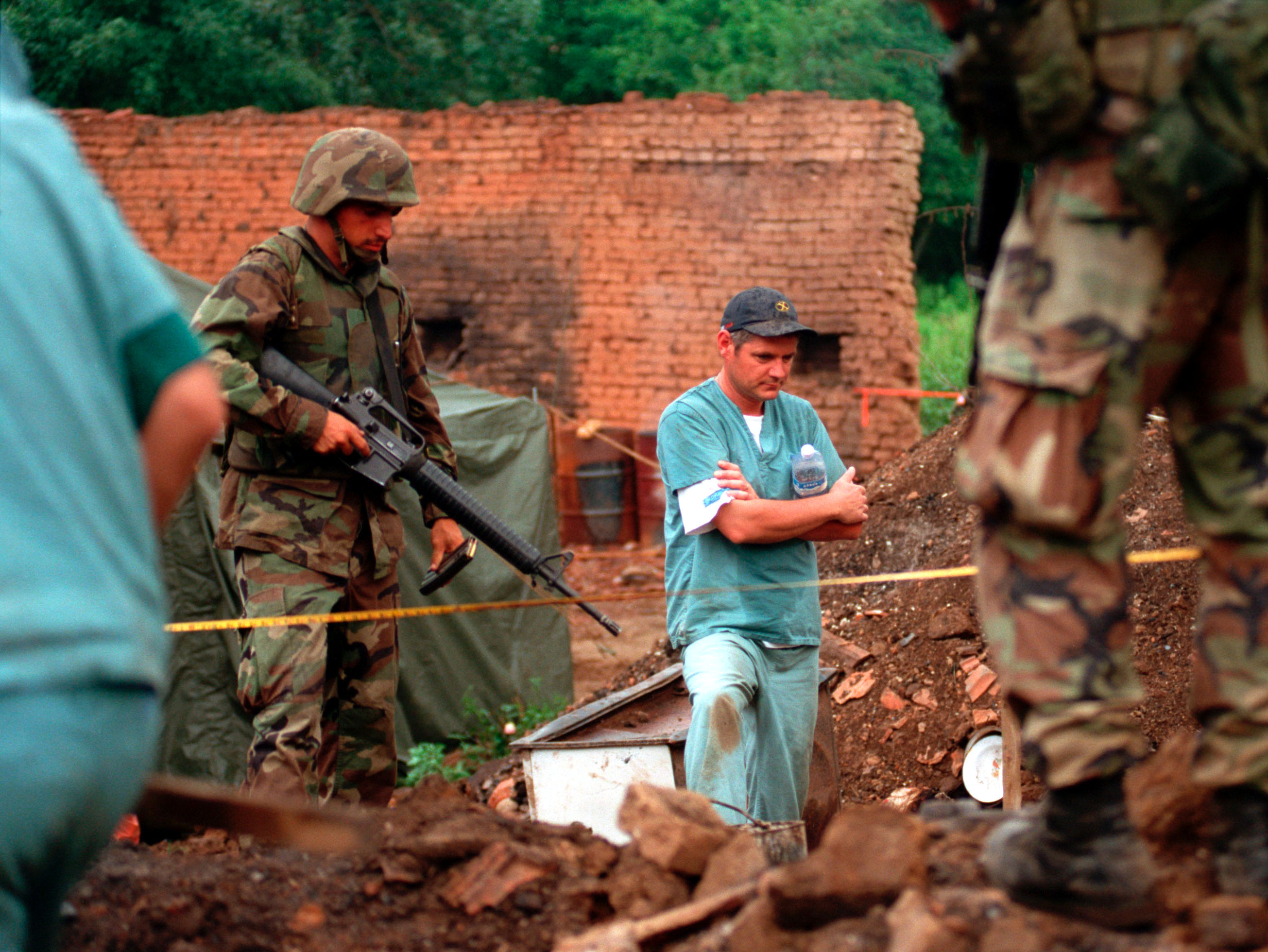
Marines dels Estats Units proporcionen seguretat a la policies canadencs mentre investiguen una fosa comuna el juliol de 1999.

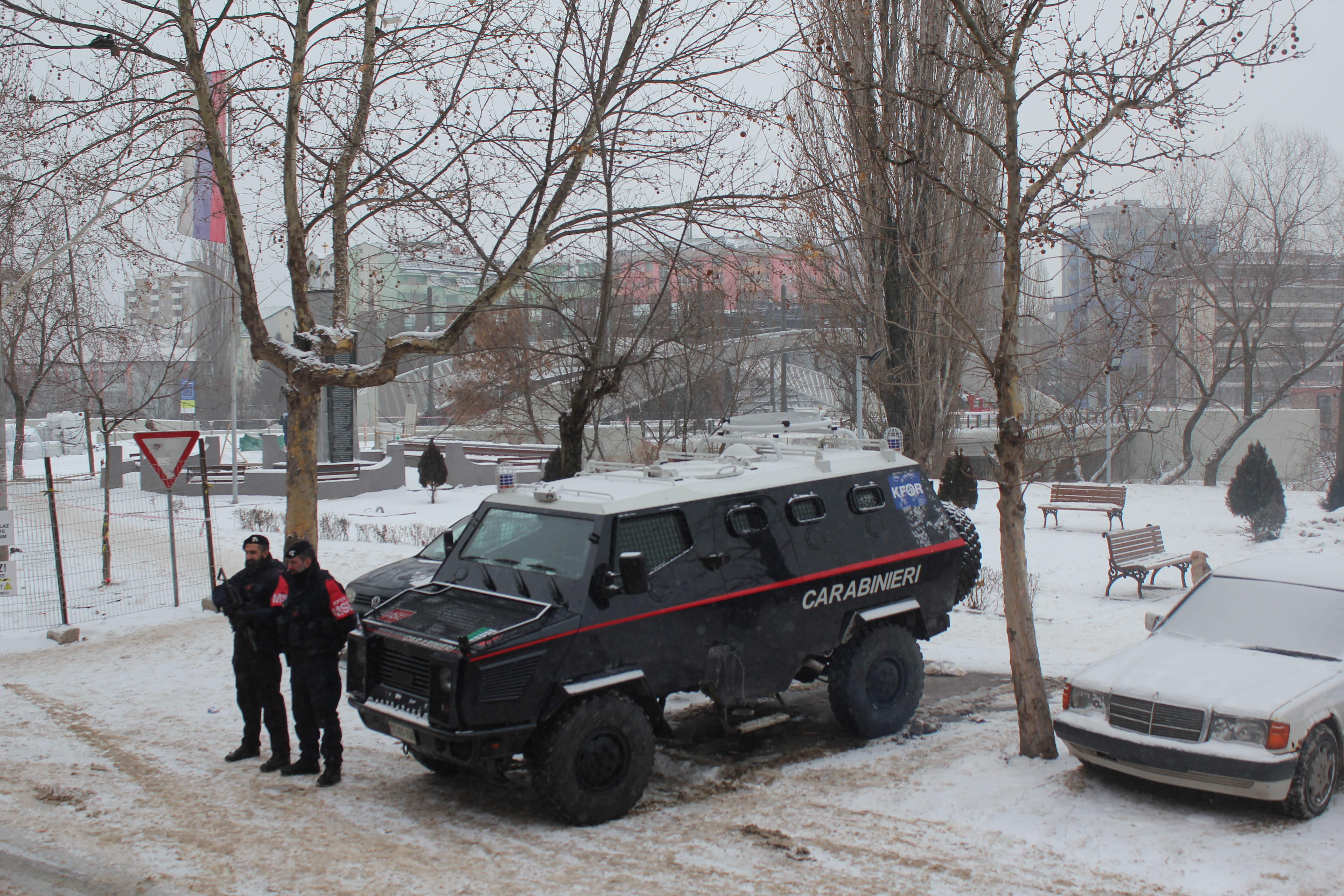
Patrulla de Carabinieri de la KFOR-MSU a Mitrovica vora el Pont Nou (2018).

### Esdeveniments
El 9 de juny de 1999, el general de l'OTAN Sir Mike Jackson i el coronel general de Iugoslàvia Svetozar Marjanovic van signar l'Acord Tècnic Militar o Acord de Kumanovo entre la KFOR i els governs de la República Federal de Iugoslàvia i la República de Sèrbia que finalitzava la guerra de Kosovo. Aquest acord esbossava una retirada ràpida de les Forces de la República Federal de Iugoslàvia de Kosovo, assignant al comandant de la KFOR el control de l'espai aeri sobre Kosovo i pendent de l'aprovació posterior del Consell de Seguretat de les Nacions Unides, el desplegament de la KFOR a Kosovo. El 10 de juny de 1999, el Consell de Seguretat de les Nacions Unides va adoptar la Resolució 1244 del CSNU que autoritza el desplegament a Kosovo d'una presència internacional civil i de seguretat durant un període inicial de 12 mesos, i que continuarà després, llevat que el CSNU decideixi el contrari. La presència civil estava representada per la Missió de les Nacions Unides a Kosovo (UNMIK), mentre que la presència de seguretat estava dirigida per la KFOR.
Després de l'adopció de la RCSNU 1244, el general Jackson, seguint les instruccions del Consell de l'Atlàntic Nord, va fer els preparatius immediats per al desplegament ràpid de la força de seguretat (Operació Joint Guardian), per mandat del Consell de Seguretat de les Nacions Unides. Els primers elements liderats per l'OTAN van entrar a Kosovo a les 5 del matí del 12 de juny. El 21 de juny, la COMKFOR i el comandant en cap de la UCK van signar el compromís de desmilitarització i transformació de l'UCK (Hashim Thaçi), traslladant la KFOR a una nova fase d'aplicar la pau i donar suport a la implantació d'una administració civil sota els auspicis de les Nacions Unides.
A les tres setmanes de l'entrada de la KFOR, més de mig milió dels que havien marxat durant el bombardeig van tornar a Kosovo. No obstant això, durant els mesos posteriors al desplegament de la KFOR, aproximadament 150.000 serbis, romaní i altres no albanesos van fugir de Kosovo, mentre que molts dels civils restants van ser sotmesos a violència i intimidació per part dels albanesos ètnics.
El 28 d'octubre de 2000 es van celebrar les primeres eleccions a l'assemblea municipal. L'Organització per a la Seguretat i la Cooperació a Europa (OSCE) va anunciar que aproximadament el 80% de la població va participar en aquesta votació dels representants locals. Els resultats finals van ser certificats pel representant especial per a Kosovo del secretari general de l'ONU, Bernard Kouchner, el 7 de novembre.
La KFOR estava formada inicialment per 40.000 soldats dels països de l'OTAN. Els nivells de tropes es van reduir a 26.000 el juny de 2003, i després a 17.500 a finals d'aquell any. Les tropes de combat es van reduir més que les de suport. La KFOR va intentar fer front a això transferint tasques a la UNMIK i al Servei de Policia de Kosovo (KPS), però la UNMIK també estava reduint el seu nombre de policies internacionals, i el KPS no eren prou nombrosos ni prou competents per prendre el relleu de la KFOR.
Els disturbis del 2004 a Kosovo van ser la pitjor violència ètnica des del 1999, amb centenars de ferits i almenys 14 morts. Els dies 17 i 18 de març de 2004, una onada de disturbis violents va arrasar Kosovo, provocada per dos incidents percebuts com a actes de motivació ètnica. El primer incident, el 15 de març de 2004, un serbi de 18 anys va ser tirotejat prop del poble serbi de Čaglavica, prop de Pristina.
El 16 de març, tres nens albanesos es van ofegar al riu Ibar al poble de Čabar, prop de la comunitat sèrbia de Zubin Potok. Un quart nen va sobreviure. Es va especular que ell i els seus amics havien estat perseguits al riu pels serbis com a venjança pel tiroteig d'Ivić el dia anterior, però aquesta afirmació no s'ha demostrat. Segons Human Rights Watch, la violència del març de 2004 va deixar 19 morts, 954 ferits, 550 cases destruïdes, vint-i-set esglésies i monestirs ortodoxos cremats, i deixant aproximadament 4.100 serbis, gitanos, ashkali (gitanos de parla albanesa) i altres minories no albaneses desplaçades. Dinou persones, vuit serbis de Kosovo i onze albanesos de Kosovo, van morir i més d'un miler de ferits, entre els quals hi havia més de 120 soldats de la KFOR i agents de policia de la UNMIK, i cinquanta-vuit agents del Servei de Policia de Kosovo (KPS).
La protesta del 10 de febrer de 2007 a Kosovo va provocar 2 morts i molts ferits. Una multitud d'ètnia albanesa a Pristina va protestar contra un pla de les Nacions Unides, també conegut com el Pla Ahtisaari, van sentir que no podien garantir la independència total de Kosovo. Les propostes, presentades el 2 de febrer, recomanaven una forma d'autogovern i Sèrbia s'hi va oposar fermament. El Consell de Seguretat de l'ONU no va aprovar el pla.
El 17 de febrer de 2008, els disturbis de 2008 a Kosovo van seguir la declaració d'independència de Kosovo de 2008. Alguns serbis de Kosovo oposats a la secessió van boicotejar la mesura negant-se a seguir les ordres del govern central de Pristina i van intentar instal·lar setze infraestructures i llocs fronterers a les regions poblades per serbis. També hi va haver casos esporàdics de violència contra institucions internacionals i institucions governamentals, principalment al nord de Kosovo. Després de declarar la independència, el govern de Kosovo va introduir nous segells duaners, símbol de la seva sobirania recentment declarada. Sèrbia es va negar a reconèixer els segells duaners que van provocar la prohibició de facto de la importació directa de mercaderies de Kosovo a Sèrbia, així com el trànsit a tercers països. Les mercaderies de Sèrbia, però, encara es podrien importar lliurement a Kosovo. D'acord amb la declaració del president del Consell de Seguretat el 26 de novembre de 2008 (S/PRST /2008/44), la UNMIK es va reestructurar i les seves tasques executives de l'estat de dret es van transferir a la Missió de l'Estat de Dret de la Unió Europea a Kosovo (EULEX). EULEX manté una capacitat residual limitada com a segona intervenció de seguretat i proporciona suport continuat a la capacitat de control de multituds i disturbis de la policia de Kosovo.
Les protestes de Pristina del 25 d'agost de 2009 van provocar danys a vehicles i múltiples ferits.
El 22 de juliol de 2010, el Tribunal Internacional de Justícia va emetre la seva opinió consultiva sobre la declaració d'independència de Kosovo declarant que "l'adopció de la declaració d'independència del 17 de febrer de 2008 no va violar el dret internacional general perquè la llei no conté 'laprohibició de les declaracions d'independència'", ni l'adopció de la declaració d'independència va violar la Resolució 1244 del Consell de Seguretat de l'ONU, ja que no descrivia l'estatus final de Kosovo, ni el Consell de Seguretat s'havia reservat la decisió sobre l'estatus definitiu.
El 20 de juliol de 2011 Kosovo va prohibir totes les importacions de Sèrbia i va introduir un impost del 10 per cent per a les importacions de Bòsnia, ja que ambdós països van bloquejar les exportacions de Kosovo. El 26 de juliol de 2011, una sèrie d'enfrontaments  al nord de Kosovo van començar amb una operació de la policia de Kosovo a retirar dos llocs fronterers al llarg de Kosovo. La frontera amb Sèrbia i els conseqüents enfrontaments van continuar fins al 23 de novembre. Els enfrontaments, que van provocar múltiples morts i ferits, van ser per diferències entre qui administraria els passos fronterers entre Kosovo i Sèrbia, juntament amb el que passaria amb els ingressos recaptats de la duana i l'eliminació de bloquejos per garantir la llibertat de circulació. El 3 de setembre de 2011 es va arribar a un acord per desbloquejar l'impasse entre Sèrbia i Kosovo sobre les exportacions en les negociacions liderades per la UE a Brussel·les. Sèrbia va acceptar acceptar les mercaderies marcades com a "Duanes de Kosovo", mentre que Pristina va renunciar a incloure emblemes estatals, escuts, banderes o l'ús de la paraula "república" que permetia a Kosovo interpretar l'etiqueta com a referència a la duana de Kosovo independent, mentre que Sèrbia. podria veure'l com una etiqueta duanera provincial.
Els dies 14 i 15 de febrer de 2012 es va celebrar al nord de Kosovo un referèndum consultiu sobre l'acceptació de les institucions de la República de Kosovo. L’1 de juny de 2012 serbis de Kosovo i un soldat de la KFOR van resultar ferits quan les forces de pau van intentar desmuntar barricades sèrbies, entre les últimes a les principals carreteres encara per desmantellar, bloquejant el trànsit.
El 8 de febrer de 2013, van començar una sèrie de protestes contra l'augment de les factures de l'electricitat que després es van convertir en protestes contra la corrupció. El 19 d'abril de 2013 es va signar l'Acord de normalització Belgrad-Pristina entre els governs de Kosovo i Sèrbia. Anteriorment, Kosovo del Nord funcionava independentment de les institucions de Kosovo en negar-se a reconèixer la declaració d'independència de Kosovo de 2008 i el Govern de Kosovo es va oposar a qualsevol govern paral·lel per als serbis. L'Acord de Brussel·les va abolir les estructures paral·leles i ambdós governs van acordar la creació d'una Comunitat de Municipis Serbis. S'esperava que l'associació es constituís oficialment el 2016, però les contínues discussions van donar lloc a no formar la Comunitat. En signar l'Acord, la Comissió de la Unió Europea va considerar que Sèrbia havia complert passos clau en les seves relacions amb Kosovo i va recomanar que s'obrissin les negociacions per a l'adhesió de Sèrbia a la Unió Europea. Diversos dies després d'arribar a l'acord, la Comissió Europea va recomanar autoritzar l'inici de negociacions entre la UE i Kosovo sobre el Procés d'Estabilització i Associació.
La protesta estudiantil de 2014 a Kosovo va exigir la dimissió o l'acomiadament del rector de la Universitat de Pristina. Els estudiants van llançar pintura vermella i pedres a la policia de Kosovo que va respondre amb gasos lacrimògens. 30 agents de la policia de Kosovo van resultar ferits i més de 30 estudiants van ser arrestats. L'espai aeri superior sobre Kosovo de 10.000 peus, es va reobrir per a sobrevols de trànsit civil el 3 d'abril del 2014. A això va seguir una decisió del Consell de l'Atlàntic Nord d'acceptar l'oferta del govern d'Hongria d'actuar com a facilitador tècnic a través del seu proveïdor nacional de serveis de navegació aèria, Hungarocontrol.
Les protestes de Kosovo de 2015 van ser una sèrie de protestes violentes que demanaven la dimissió d'un ministre i l'aprovació d'un projecte de llei sobre la propietat de les mines de Trepca. El 6 de gener, els manifestants que afirmaven que entre els pelegrins que visitaven una església local per Nadal ortodox hi havia serbis desplaçats de Gjakova implicats en crims de guerra contra els albanesos el 1998-1999 van llançar blocs de gel a l'autobús trencant una de les seves finestres. La policia de Kosovo va detenir dos manifestants. El ministre de Comunitat i Retorn, que acompanyava els pelegrins, va fer una declaració que va ser percebuda pels albanesos de Kosovo com un insult ètnic que va provocar disturbis. Els amotinats, que incloïen estudiants i partits de l'oposició, van demanar la seva dimissió i va ser destituït pel primer ministre de Kosovo. L'anunci del govern de Kosovo que posposava una decisió sobre el procés de privatització del complex miner de Trepca després que els representants parlamentaris serbis de Kosovo protestessin al·legant que el govern serbi tenia dret a conservar la propietat es va trobar amb protestes dirigides per estudiants a Pristina, Lipljan i Ferizaj/Urosevac, els miners albanesos de Kosovo al sud de Trepca i els miners serbis de Kosovo al nord de Trepca. Les mines de plom, zinc i plata de Trepca havien representat el 75 per cent de la riquesa mineral de la Iugoslàvia socialista, donant feina a 20.000 persones. Trepca ara opera a un nivell mínim per mantenir les mines vives i empra uns milers de miners. Les mines de Trepca estan sota la supervisió de l'Agència de Privatització de Kosovo.
El 9 de gener de 2016, milers de manifestants volien que el govern es retirés d'un acord de demarcació fronterera amb Montenegro i un acord per establir una Comunitat de Municipis Serbis. La policia va disparar gasos lacrimògens en resposta als manifestants que van llançar còctels molotov i van incendiar un edifici governamental. Més tard, l'Assemblea de Kosovo va retirar els acords.

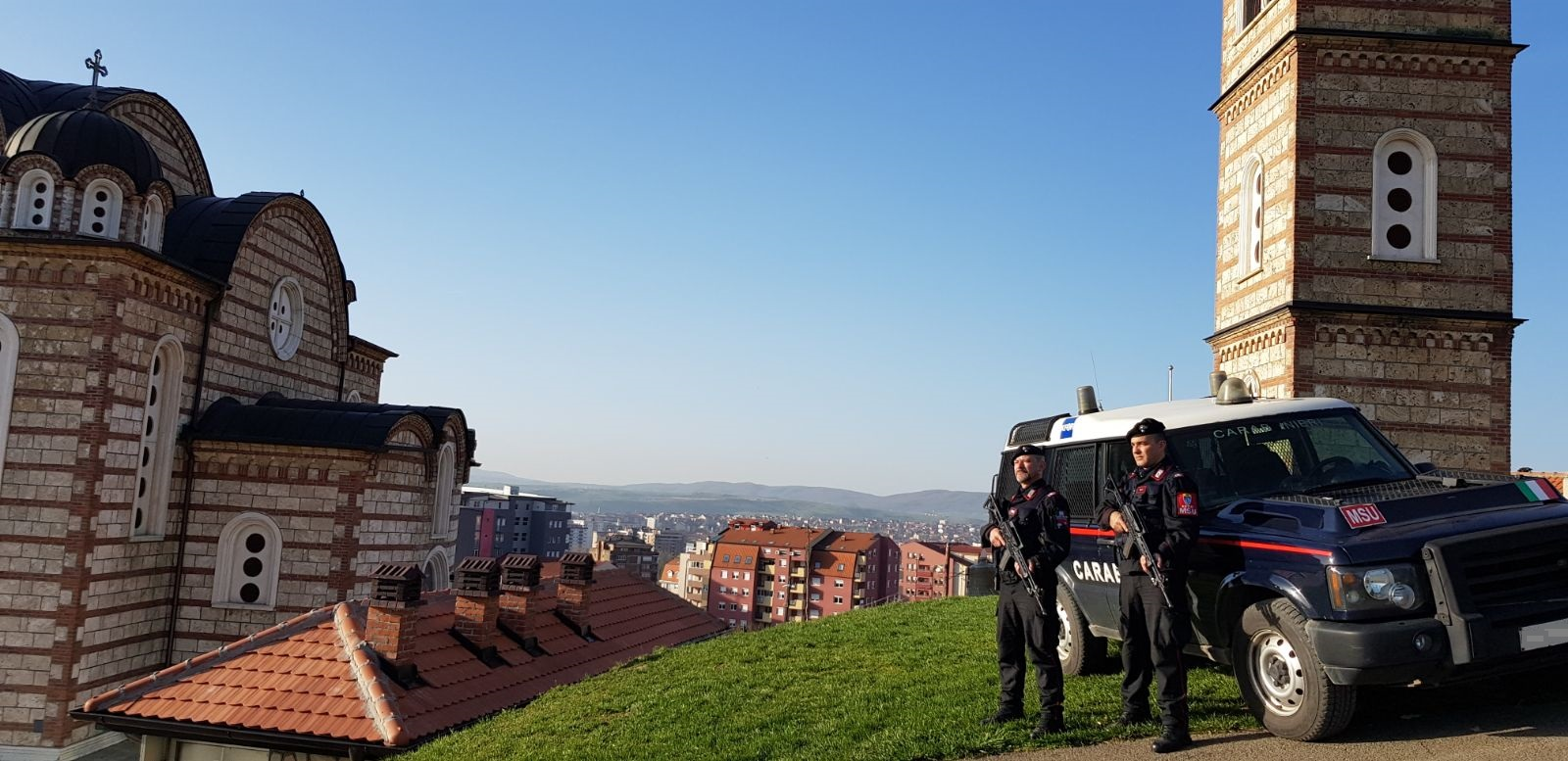
Patrulla de Carabinieri KFOR-MSU a Mitrovica vora l’església ortodoxa de St. Dimitri (2017).

El 14 de gener de 2017, l'incident del tren Belgrad-Kosovska Mitrovica va passar quan es va intercanviar retòrica entre els funcionaris de Kosovo i Sèrbia després que Sèrbia anunciés la reinici del servei de trens entre Kosovo i Sèrbia i Kosovo va respondre afirmant que el tren s'aturaria a la frontera. El tren inicial estava pintat amb els colors de la bandera sèrbia amb les paraules "Kosovo és Sèrbia" impreses al costat, fet que va ser considerat provocador pels funcionaris de Kosovo i els funcionaris de Kosovo van declarar que la policia l'aturaria a la frontera. El tren va viatjar de Belgrad a la ciutat fronterera de Raska i va tornar sense creuar mai cap a Kosovo. El servei de trens entre Kosovo i Sèrbia segueix sent inexistent.
El 21 de març de 2018, l'Assemblea de Kosovo va ratificar l'acord fronterer amb Montenegro. La Unió Europea va establir la ratificació com a condició abans de concedir als nacionals de Kosovo accés sense visat a l'espai Schengen sense passaports. El 8 de setembre, el president de Sèrbia va visitar el llac Gazivode del nord de Kosovo, una font important d'aigua de Kosovo. L'endemà, la seva visita prevista al poble de majoria sèrbia de Banje va ser cancel·lada pel govern de Kosovo després que els manifestants albanesos de Kosovo aixequessin barricades al poble. El 29 de setembre, el president de Kosovo va visitar el llac Gazivode. Sèrbia va acusar la policia de Kosovo d'haver agafat el control del llac i de detenir breument els treballadors i Kosovo va dir que la policia era allà per garantir la seguretat de la visita i que ningú va ser detingut. Un representant serbi de Kosovo va dir que com a resultat Sèrbia estava posant en alerta màxima els seus militars i policia. El 20 de novembre L'agència internacional de policia (INTERPOL), va rebutjar l'adhesió de Kosovo. El 21 de novembre, Kosovo va imposar un impost d'importació al béns de Sèrbia i de Bòsnia Herzogovina. Kosovo va dir que l'aranzel s'aixecaria quan Sèrbia reconegués la seva sobirania i deixi de bloquejar-li l'adhesió a les organitzacions internacionals i Sèrbia va dir que no participarà en més diàlegs fins que s'aixequés la mesura.
El 29 de setembre de 2023, el secretari general de l'OTAN va anunciar l'autorització de forces addicionals per abordar l'acumulació de tropes sèrbies a la frontera de Kosovo i Sèrbia per tal de mantenir la pau a la regió.

### Baixes de la KFOR

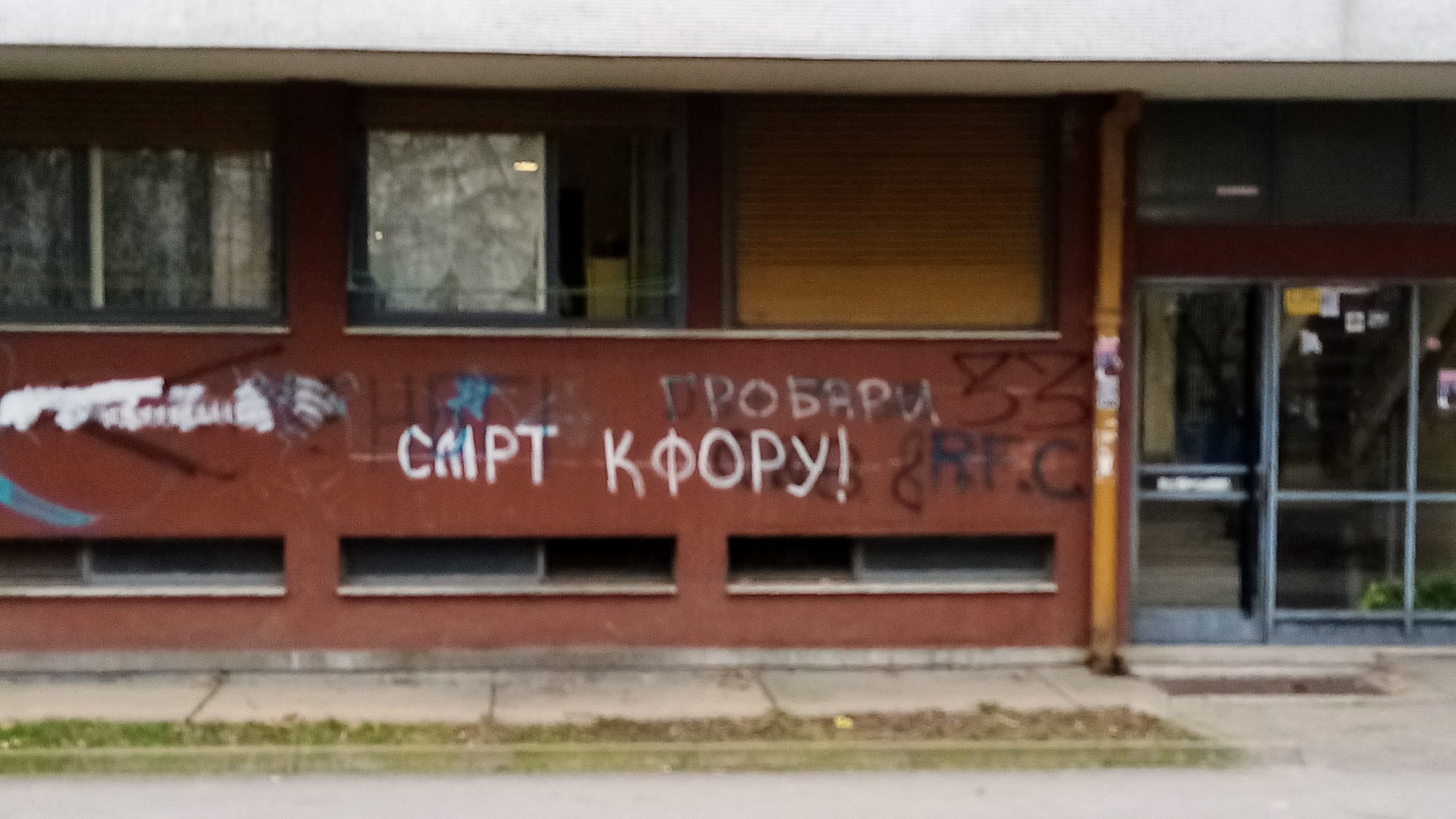
Graffiti contra la KFOR a Fontana (Nova Belgrad

Des que la KFOR va entrar a Kosovo el juny de 1999, soldats d'Àustria, Bèlgica, Canadà, República Txeca, Dinamarca, Estònia, Finlàndia, França, Alemanya, Grècia, Hongria, Itàlia, Luxemburg, Marroc, Països Baixos, Noruega, Polònia, Portugal, Romania, Rússia, Eslovàquia, Eslovènia, Espanya, Suècia, Suïssa, Turquia, Ucraïna, els Emirats Àrabs Units, el Regne Unit i els Estats Units van morir en compliment del seu deure.
L'esdeveniment mortal més gran és el dels 42 soldats eslovacs morts en un accident d'avió militar a Hongria el 2006.
En 20 anys, més de 200 soldats de l'OTAN han mort com a part de la KFOR.
L'1 de juliol de 2021, el secretari general de l'OTAN Jens Stoltenberg va confirmar que la missió de la KFOR continuarà.
El 29 de maig de 2023, més de 30 soldats de manteniment de la pau de l'OTAN que defensaven tres ajuntaments al nord de Kosovo van resultar ferits en enfrontaments amb manifestants serbis, mentre que el president de Sèrbia va posar l'exèrcit al nivell més alt d'alerta de combat.
La situació de tensió es va desenvolupar després que els alcaldes d'ètnia albanesa van prendre possessió del càrrec a la zona de majoria sèrbia del nord de Kosovo després que els serbis van boicotejar les eleccions.